# Высшее образование в России
Вы́сшее образова́ние в Росси́и — система высшего профессионального образования в России. Является следующим уровнем образования после среднего профессионального. Представляет собой трёхуровневую систему из бакалавриата и магистратуры, специалитета, а также подготовки кадров высшей квалификации.
Гражданин России имеет право на конкурсное получение одного высшего образования (бакалавриат, магистратура и тому подобное) в учреждениях, у которых есть бюджетные места. Часть ВУЗов получает финансирование из государственных средств, в основном из федерального бюджета. В 2020 году образовательную деятельность в России осуществляли 497 государственных и 213 негосударственных учреждений высшего образования. 
Обучение в государственных и муниципальных ВУЗах происходит как за счёт средств бюджета (в определённых случаях с выплатой стипендии), так и на коммерческой (платной) основе.
| (на начало учебного года)                       | 1991   | 2000/01 | 2005/06 | 2010/11 | 2015/16 | 2017/18 | 2018/19 | 2022/2023 |
| ----------------------------------------------- | ------ | ------- | ------- | ------- | ------- | ------- | ------- | --------- |
| Образовательные организации высшего образования | 514    | 965     | 1068    | 1115    | 896     | 766     | 741     | 696       |
| Численность студентов, тысяч человек            | 2824,5 | 4741,4  | 7064,6  | 7049,8  | 4766,5  | 4245,9  | 4161,7  | 4167,5    |

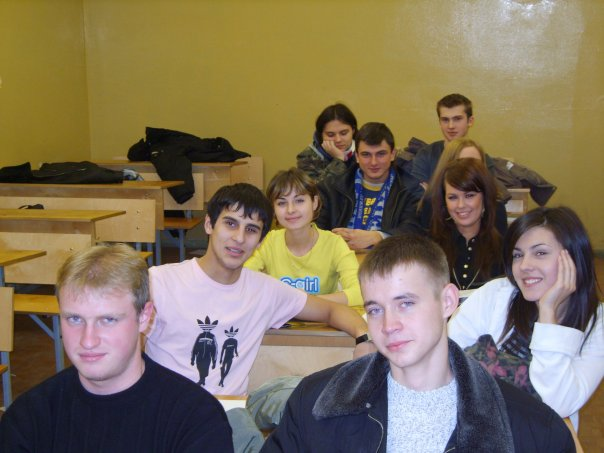
Студенты Санкт-Петербургского государственного технологического университета растительных полимеров, 2007 год

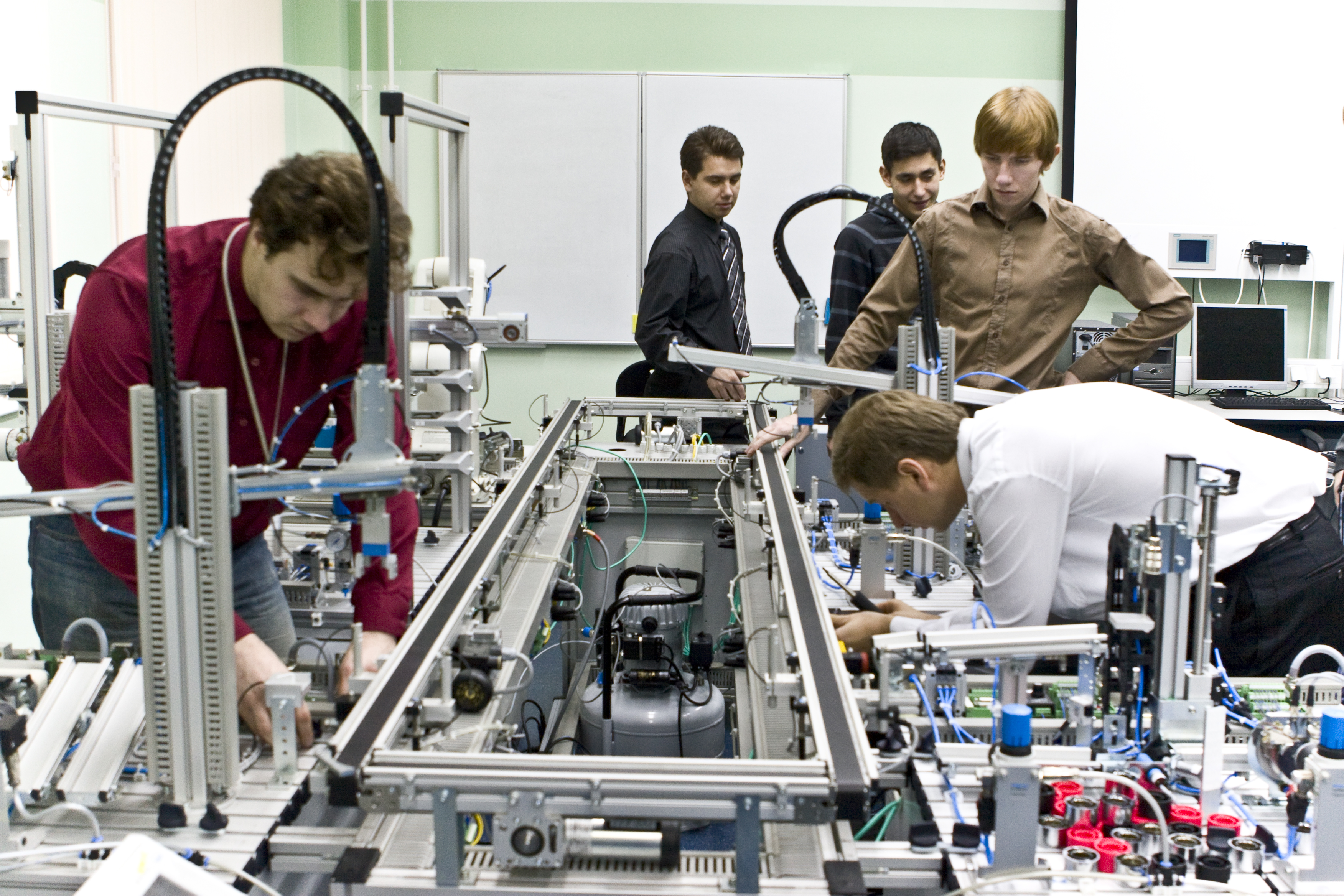
Студенты в лаборатории кафедры распределённых интеллектуальных систем СПБПУ, 2008 год

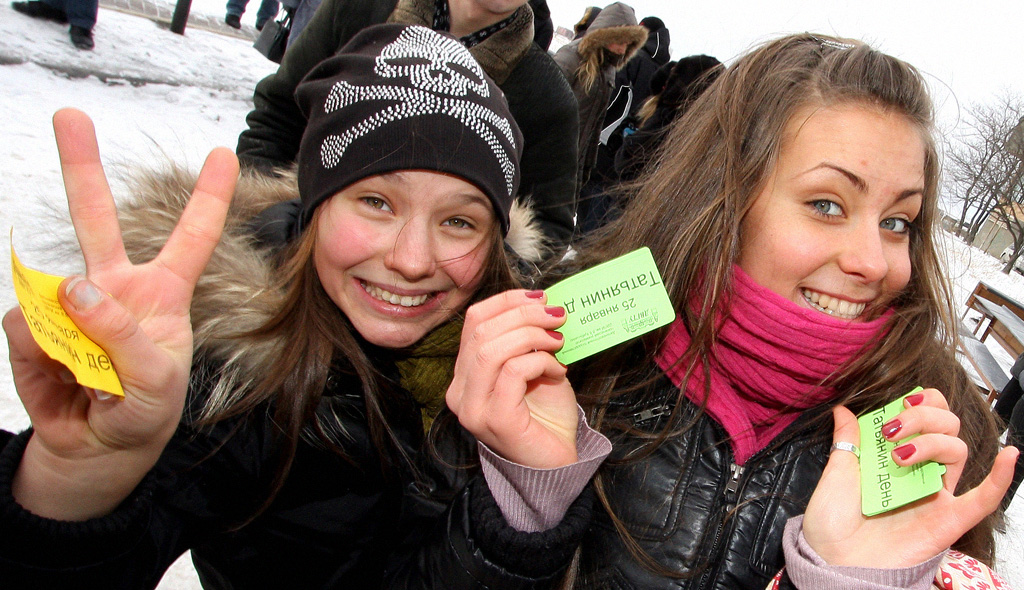
Студентки празднуют Татьянин день во Владивостоке, 25 января 2009 года

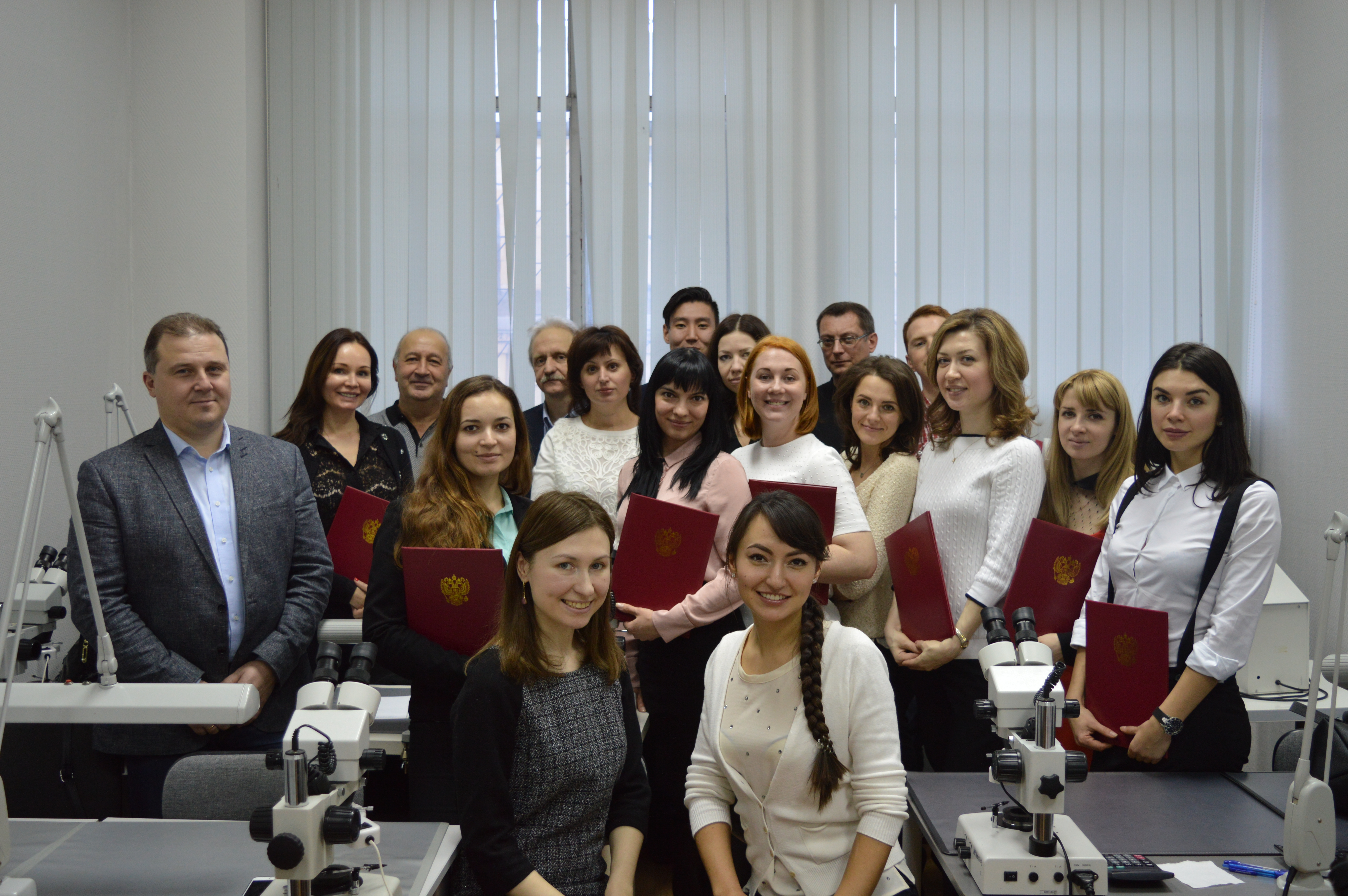
Выпуск курса по бриллиантам, ГемЦентр МГУ, 2015 год

До 1 сентября 2013 года использовался термин «высшее профессиональное образование». Он не включал в себя обучение в аспирантуре (адъюнктуре), по программам ординатуры, ассистентуры-стажировки, отнесённого к послеВУЗовскому профессиональному образованию.

## История высшего образования

### В Русском царстве
Говорить об истории высшего образования в России, как и в других странах, можно со времени создания первых университетов и академий. Их создание в России задержалось по сравнению с Европой на несколько веков. Так, в 1687 году в Москве по инициативе Симеона Полоцкого была основана Славяно-греко-латинская академия — первое высшее учебное заведение в России. Академия работала на основании «Привилегии на Академию» и создавалась по образцу западных университетов с доступом к обучению из всех сословий.
Следующим этапом в развитии высшего образования в России следует считать период правления Петра I. В связи с активным проведением реформ и развитием промышленности возникла острая необходимость в собственных кадрах, поэтому государство стало организовывать светские государственные учебные заведения — навигацкие, математические, медицинские, горные и другие училища. Так были открыты Школа математических и навигацких наук (1701), Артиллерийско-инженерная (Пушкарская) школа, медицинская школа (1707), Морская академия (1715), медицинская школа (1716), инженерная школа (1719), а также разноязычные школы для обучения иностранным языкам.

### В Российской империи

#### Академическое образование
В 1724 году распоряжением Петра I в Санкт-Петербурге была создана Академия наук и работающий во взаимодействии с ней Академический университет, просуществовавший с перебоями до середины XVIII века.
Первыми университетами в Российской империи были:
- Академический университет (1724) — ныне официально признан предшественником Санкт-Петербургского государственного университета[11];
- Московский университет (1755);
- Казанский университет (1804);
- Харьковский университет (1804);
- Варшавский университет (1816);
- Киевский университет (1834) и др.

#### Техническое и педагогическое образование
До создания в 1755 году Московского университета продолжали создаваться профессиональные учебные заведения, готовящие специалистов для промышленности. Со второй половины XVIII века стали создаваться технические высшие учебные заведения.
Почти через полвека после первого классического университета начали создаваться технические высшие учебные заведения:
- Санкт-Петербургский государственный горный университет — первое в России высшее техническое учебное заведение, был основан в 1773 году указом императрицы Екатерины II как воплощение идей Петра I и М. В. Ломоносова о подготовке собственных специалистов для развития горнозаводского дела — основополагающей государственной отрасли[12];
- Главное инженерное училище с 1810 года;
- Московский государственный технический университет имени Н. Э. Баумана основан в 1830 году и т. д.

В 1779 году при разночинной гимназии Московского университета была открыта Учительская семинария, ставшая первым педагогическим учебным заведением в России.

#### Развитие системы в XIX веке
В начале XIX века система российского государственного образования включала приходские училища, уездные училища, губернские гимназии и университеты, преемственные между собой. Все образовательные учреждения были разделены на учебные округа во главе с попечителями. Центрами учебных округов становились университеты. По Университетскому уставу 1804 года, помимо уже существовавших в Москве, Дерпте (1802) и Вильнюсе (1803), университеты открывались в Казани (1804) и Харькове (1805). Для подготовки учителей при них открылись педагогические институты, ведущую роль среди которых сыграл самостоятельный педагогический институт в Петербурге (1804), реорганизованный в 1816 году в Главный педагогический институт. В 1819 году на его базе был создан Санкт-Петербургский университет (ныне Санкт-Петербургский государственный университет).
Однако в начале XIX века студентов в России было крайне мало, а вузы оставались небольшими. Например, в Московском университете в 1808 году на всех факультетах и курсах было только 135 студентов. В XIX веке в российских вузах произошла замена иностранной профессуры на преимущественно отечественную. В 1835 году в шести российских университетах из 264 профессоров и преподавателей 196 человек были уроженцами России.
На образовательную политику Николая I повлияло восстание декабристов, образование стало более консервативным. Высшие учебные заведения были лишены автономии, ректоры, деканы и профессора, стоявшие во главе кафедр, стали назначаться Министерством народного просвещения. Автономия университетам была возвращена в ходе реформ Александра II в 1863 году (позже она была отменена при Александре III и восстановлена Николаем II), был также отменены ограничения на приём студентов. Поступить в университеты могли только выпускники классических гимназий и те, кто сдал экзамены за курс классической гимназии. Выпускники других типов гимназий — реальных училищ могли поступать в другие высшие учебные заведения (технические, сельскохозяйственные и другие).

#### Вузы и вторая промышленная революция
В связи с быстрым развитием собственной промышленности, науки и инженерного дела в 1892 году в России насчитывалось 48 вузов, в 1899 — 56, а в 1917 — 65. Быстро росла численность студентов вузов: в 1893 году их в России было 25200 человек, в 1917 году — 135100 человек. Студенты в Российской империи всегда составляли незначительную часть населения империи. Если учесть, что в 1913 году в России (без Финляндии) проживали 170,9 млн человек, то получается, что студенты составляли менее 0,1 % населения. Система научной аттестации была близка к западноевропейской, но требования к соискателям в России были значительно выше, чем за рубежом. Университетской интеллигенции как профессиональной группе принадлежала весьма заметная роль в социально-экономической, общественно-политической и культурной жизни дореволюционной России. В отношениях с властью и обществом университетская корпорация отстаивала идеалы вузовской автономии.
В 1914/1915 учебном году насчитывалось 105 высших учебных заведений, 127 тысяч студентов. Большинство вузов располагалось в Петрограде, Москве, Киеве и некоторых других городах Европейской части страны, в Средней Азии, Белоруссии, на Кавказе высших учебных заведений не было. На громадной территории Русской Азии (восточнее Казани) были образованы лишь два императорских государственных вуза: Сибирский Университет (с 1878) и Томский технологический институт (с 1896). Университеты даже в таких ныне крупных городах, как Нижний Новгород и Самара, были созданы только накануне или сразу после Октябрьской революции 1917 года:
- Нижегородский государственный университет имени Н. И. Лобачевского — в 1916 году,
- Самарский государственный университет — в 1918 году.

#### Образование женщин
В ходе реформ Александра II при университетах стали создаваться высшие женские курсы — организации высшего образования для женщин.
До начала 1850-х годов вопрос о высшем женском образовании не ставился. И только в 1850—1860-е годы, когда радикально изменилась социальная ситуация и когда к высшему образованию открылся доступ не только дворянству, женщины подключились к борьбе за право учиться в университетах. Несмотря на проведение Великих времён, новый университетский устав 1863 года всё же не предоставлял женщинам права поступления в высшие учебные заведения. Но в 1869 году было решено «открыть (по инициативе отдельных лиц, ряда учреждений и на их средства) различного рода курсы для женщин (главным образом педагогические и врачебные)». Первыми высшими женскими курсами были Аларчинские курсы в Петербурге и Лубянские курсы в Москве. Другим шагом в этом направлении стало открытие в Санкт-Петербурге в 1870 году регулярных публичных лекций, доступных как для мужчин, так и женщин. Эти лекции по имени Владимирского училища, в котором они проходили, стали именоваться «Владимирскими курсами».
В 1872 году были открыты:
- Высшие женские медицинские курсы при Медико-хирургической академии в Петербурге,
- Московские высшие женские курсы профессора Московского университета В. Н. Герье в Москве (ставшие в 1918 году Вторым МГУ, который затем в 1930 году был разделён на Московский государственный педагогический институт им. А. С. Бубнова, Второй Московский государственный медицинский институт и Московский институт тонкой химической технологии).

Позже были открыты курсы в Казани (1876) и в Киеве (1878). В 1878 году в Санкт-Петербурге были созданы Бестужевские высшие женские курсы (названы по имени профессора русской истории К. Н. Бестужева-Рюмина).
Но всё же высшие женские курсы не являлись высшими учебными заведениями. Они создавались лишь «дать слушательницам знания в размере мужских гимназий или подготовить их к преподаванию в начальных классах, прогимназиях и женских училищах».
В 1886 году было принято решение прекратить набор в высшие женские курсы, поэтому с 1888 года их деятельность прекратилась. Возобновляться же работа курсов для женщин стали лишь в конце XIX — начале XX вв. Было создано несколько высших женских курсов в разных городах. В частности, в 1910 году «Сибирские высшие женские курсы» были открыты в Томске.
С 1915/1916 учебного года высшим женским курсам было предоставлено право проведения выпускных экзаменов и выдачи дипломов о высшем образовании.

### В СССР

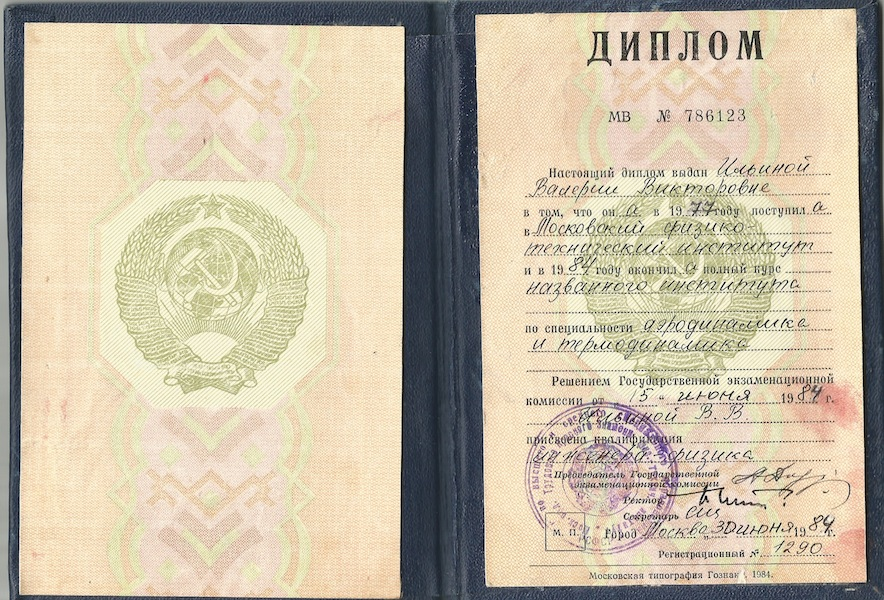
Диплом о высшем образовании СССР, 1984 г.

Нагрудные знаки выпускников вузов (университетов, институтов, высших военных училищ (синий фон) и военных академий (белый фон), консерваторий) в СССР
Высшее образование в Советской России стало логическим продолжением использовавшейся в Российской империи немецкой системы образования, основанной на идеях Вильгельма фон Гумбольдта и имевшей три ступени: первая — средняя (10-летняя) школа; вторая (среднее профессиональное и специализированное гуманитарное образование) — столичные и губернские коммерческие, политехнические и др. училища; третья (высшее и инженерное образование) — институты и университеты (среди них особо ценились императорские, классические университеты).

#### Формирование советской системы образования
В первое десятилетие после революции 1917 года вузовская и научная интеллигенция стала объектом политического («красного») террора. Плачевное положение высшей школы усугублялось разрухой в стране. Трагические последствия имело резкое сокращение финансирования вузов.
Декретом СНК РСФСР от 11 декабря 1917 года все учебные заведения, в том числе вузы, переданы в ведение Наркомпроса РСФСР, а 4 июля 1918 года все вузы были объявлены государственными учебными заведениями.
3 июля 1918 года в Наркомпросе было проведено совещание по реформе высшей школы, собравшее около 400 делегатов от студентов, профессорско-преподавательского состава и других работников вузов, среди которых были ведущие учёные (С. А. Чаплыгин, М. А. Мензбир, А. Н. Северцов и др.). На совещании разгорелись активные споры — среди делегатов были и представители правой, кадетской части профессуры, и левой, нигилистически настроенные пролеткультовцы. Несмотря на это, были приняты важные решения — принцип бесплатности получения высшего образования и демократизация состава студенчества, его пролетаризация.
2 августа 1918 года на основании материалов этого совещания Советом народных комиссаров был издан декрет «О правилах приема в высшие учебные заведения». Этим документом всем трудящимся предоставлялось право поступления в любой вуз независимо от предыдущего образования. В число слушателей любого вуза мог поступить любой человек, достигший 16 лет, независимо от гражданства и пола без представления диплома, аттестата или свидетельства об окончании какой-либо школы. Плата за обучение в вузах отменялась. Данные правила начали применяться с момента подписания декрета.
Вместе с декретом было принято постановление о преимущественном приёме в высшие учебные заведения представителей пролетариата и беднейшего крестьянства. При складывании конкурсной ситуации при приёме в вузы преимуществом пользовались студенты из рабочих и бедных крестьян, которым при поступлении выплачивалась повышенная стипендия.
Декретом от 1 октября 1918 года были отменены учёные степени и звания и связанные с ними права и преимущества. Из всех профессорско-преподавательских должностей сохранялись должности профессора и преподавателя. Профессорами могли быть избраны по конкурсу лица, известные своими научными трудами или иными работами по своей специальности либо своей научно-педагогической деятельностью. Учёные степени были восстановлены постановлением Совета народных комиссаров СССР от 13 января 1934 года № 79 «Об ученых степенях и званиях». Были установлены учёные степени кандидата наук и доктора и следующие учёные звания:
- ассистента (в высших учебных заведениях) или младшего научного сотрудника (в научно-исследовательских учреждениях);
- доцента (в высших учебных заведениях) или старшего научного сотрудника (в научно-исследовательских учреждениях);
- профессора (в высших учебных заведениях) или действительного члена научно-исследовательского учреждения.

Большое внимание советское правительство уделяло созданию новых вузов. В 1918—1919 годах были созданы десятки новых учебных заведений — прежде всего в крупных промышленных центрах и союзных республиках. Так были созданы Уральский, Азербайджанский, Белорусский, Нижегородский, Воронежский, Ереванский, Среднеазиатский университеты и другие вузы. Университеты активно стали готовить преподавателей для вновь открываемых технических учебных заведений.
Одной из практических мер для активного получения трудящимися высшего образования стала организация подготовительных курсов для рабочих и крестьян, желающих поступить в вузы. На базе этих курсов в 1920 году были созданы рабочие факультеты (рабфаки). На рабфаке принимались слушатели из пролетариата и крестьянства, достигшие 16 лет, с целью дать им достаточный запас знаний для успешного поступления и обучения в вузе по необходимым советскому правительству специальностям. Поступление на рабфаки осуществлялись по рекомендации профсоюзов, фабрично-заводских комитетов, исполнительных комитетов и иных органов власти.
Реализация программ высшего образования была связана с запросами производства и народного хозяйства, что отразилось в постановлении Совнаркома от 4 июня 1920 года «О высших технических заведениях». Обучение во втузах продолжалось 3 года и велось на основе практического изучения производственных процессов на предприятиях. Высшие технические учебные заведения подчинялись Главному комитету профессионально-технического образования.
Для подготовки преподавателей вузов по теоретической экономии, историческому материализму, развитию общественных форм, новейшей истории и советскому строительству в Москве и Петрограде в 1921 году были открыты институты красной профессуры.
В 1921 году упразднялись исторические и филологические факультеты (отделения) во всех вузах страны. Юридические факультеты были упразднены ещё в 1918 году решением Наркомпроса РСФСР. На их месте были организованы факультеты общественных наук, появившиеся в 1919 году в соответствии с решением Наркомпроса и включающие в себя экономическое, правовое и общественно-педагогическое отделения. В МГУ им. М. В. Ломоносова на факультете общественных наук также были открыты статистическое, художественно-литературное отделение и отделение внешних сношений. Подобные отделения могли открываться в других вузах только с разрешения Наркомпроса. Факультеты общественных наук были закрыты в 1924 году (кроме МГУ). А в 1934 году были восстановлены исторические факультеты в вузах страны.
Во всех вузах вводился общий научный минимум по следующим предметам:
- по общественным наукам — «Развитие общественных форм», «Исторический материализм», «Пролетарская революция» (исторические предпосылки переворота, включая империализм; его формы и история в связи с историей XIX—XX веков вообще и рабочего движения в частности), «Политический строй РСФСР», «Организация производства и распределения в РСФСР», «План электрификации РСФСР, его экономические основы, экономическая география России, значение и условия осуществления плана»;
- по естественным наукам — «Физика и космическая физика», включая геофизику, «Химия», «Биология»[22].

Специалистов для качественного преподавания этих предметов не хватало. Поэтому курсы читали партработники, назначаемые специальной комиссией агитпропа.
В первые советские годы было изменено вузовское самоуправление — ограничена автономия, введено представительство студентов в вузовских коллегиальных органах и присутствие в них советских чиновников.
В 1921 году Советом народных комиссаров РСФСР принимается «Положение о высших учебных заведениях», которым вводилась новая система руководства вузов. Вузы управлялись правлениями, факультеты — президиумами. Кафедры упразднялись, вместо них создавались предметные комиссии и отделения. Директор вуза назначался Наркомпросом РСФСР.
Это же Положение предусматривало следующее:
- В состав правлений вузов включались представители власти — исполнительных комитетов Советов народных депутатов, а также комитетов правящей партии;
- В состав правлений вузов были включены выборные представители студентов. Число студентов в правлении равнялось половине избранных туда профессоров и преподавателей. Причем сами правления избирались по трем куриям — преподавательской, профессорской и студенческой.

Был введен контроль за перемещениями ректоров вузов. В 1923 году Главпрофобр разослал всем вузам указание, что ректор вуза не может брать отпуск продолжительностью более 2 недель без согласия Главпрофобра. В документах конца 1920-х годах сохранилось много докладных записок, которыми ректора вузов сообщали в Главпрофобр обо всех своих передвижениях. Например, ректор Казанского университета М. А. Сегаль по возвращении из командировок писал Уполномоченному Наркомпроса: «Возвратившись из командировки, я с сего числа вступил в исполнение обязанностей ректора университета, о чём и сообщаю».
В 1923 году в вузах была введена плата за обучение. От платы освобождались военные, работники образования, крестьяне, инвалиды, безработные, пенсионеры, стипендиаты, Герои СССР (в том числе полные кавалеры ордена Славы) и Герои Социалистического Труда. Устанавливался предел бесплатных мест в вузах. Плата за учение не взималась в коммунистических высших учебных заведениях, рабочих факультетах и педагогических техникумах. Плата за обучение в вузах сохранялась до 1950-х годов.

#### Рост доступности
В 1923—1930 годах в результате реформы А. Луначарского — создания принципиально новой системы среднего профессионального образования — ряд столичных и региональных практических институтов, многие вузы были преобразованы в техникумы. В результате послереволюционной (1917—1930) национализации промышленности в руках централизованного государства оказались ключевые предприятия экономики (народного хозяйства). Принято было считать, что для того, чтобы закрепить и умножить позиции России в промышленности, качественно управлять и развивать её, советское правительство активно решало проблему дефицита кадров, развивая подготовку высококвалифицированных специалистов.
Период активного создания вузов нового, «пролетарского» типа (приоритет в обучении — детям из несостоятельных, рабоче-крестьянских слоёв, исключение условий для возрождения старой русской интеллигенции) приходится на период выхода в проекты срочной индустриализации страны и начало этого приходится на 1930-й год. В региональных центрах и крупных городах страны на основе выводимых (и вывозимых в другие регионы) факультетов дореволюционных технологических институтов и губернских университетов вновь создаются сотни новых советских вузов. Принимается правило иметь в каждом областном (краевом) центре по университету. Из прежних, оставшихся к 1930-м годам, университетов часть факультетов выводятся в отдельный вид вузов — медицинские институты.
Советская система образования, как и до 1917 года, базируется вновь на трёх уровнях: среднее школьное образование (в том числе неполное или непосредственно рабочее профессиональное) образование; среднее специальное профессиональное образование, — это ссузы (техникумы); высшее (на базе полного среднего или среднего специального образования) — институты и университеты. Если в период раннего капиталистического развития страны государство и общество были заинтересованы в развитии начального образования, то в СССР до 1980-х годов основной упор делался на массовизацию профессионально-технического и среднего специального образования. Вузы были доступны только для 20 % выпускников — лиц с полным среднем образованием (в том числе после ссузов). Массовизация высшего образования, начавшаяся в ведущих странах мира в 1970-х — 1980-х годов, во второй половине 1990-х годов пришла и в Россию.

#### Кадры для индустриализации
В конце 1920-х — начале 1930-х годов в вузах СССР вместо традиционных лекций и семинаров широко применялся лабораторно-бригадный метод обучения. В течение обучения оценки не ставили, а контрольные мероприятия сдавались не поодиночке, а группой (бригадой обычно из четырёх-пяти студентов). Отвечать на зачётах и экзаменах мог любой, и после того, как бригада давала правильные ответы на все вопросы, каждый студент бригады получал зачёт. Бригады могли формировались по успеваемости, по месту жительства или смешанно. Практика бригадно-лабораторного метода как основного метода была осуждена Постановлением ЦК ВКП(б) от 25 августа 1932 года.
В 1929 году Наркомпрос РСФСР разрешил студентам технических специальностей, которые по уважительной причине не могли постоянно посещать занятия, учиться по заочной форме в отраслевых втузах. А 29 августа 1938 года Постановлением Совета народных комиссаров СССР «О высшем заочном обучении» были определён перечень специальностей, по которым было возможно заочного образования, а также создавалась сеть самостоятельных заочных вузов. Также для заочников вводились дополнительные оплачиваемые отпуска по месту работы.
В 1930 году вузы получали ведомственное подчинение и разделялись по отраслевому принципу (в том числе на основе факультетов крупных вузов создавались отраслевые институты). Были предприняты первые шаги к разделению науки и высшего образования: создание не входящих в структуру вузов научно-исследовательских кафедр ВУАН на Украине, разгром МВТУ и отделение от него научно-исследовательских лабораторий и др. Расформировывались крупные университеты: из МГУ были выделены медицинский и гуманитарные факультеты, были расформированы и преобразованы в институты народного образования университеты Украины. Разделялись наука и высшее образование. Научные подразделения выделялись в отдельные научно-исследовательские институты и получали ведомственное подчинение или включались в систему Академии наук.
Быстрое индустриальное развитие СССР требовало больше квалифицированных инженеров. Вместе с увеличением набора в вузы в 1936—1938 годах проводилось упорядочение их организации. Так, были введены единые учебные планы и программы, определена система штатных преподавателей, учреждена (восстановлена) система учёных степеней и званий. В то же время в вузах создавалась аспирантура. Защита аспирантами кандидатских диссертаций началась с 1934 года, а в 1944 году был создан Всесоюзный фонд диссертационных работ. Тем самым можно говорить о том, что система высшего образования в СССР к этому времени уже сформировалась.
Обучение специалистов с начала 1930-х годов велось по новому, узкому, чаще всего отраслевому, профилю. Получали широкое распространение снижавшие качество образования вечерние и заочные формы обучения. Фактически, советские институты становились средними специальными учебными заведениями, но официально продолжали считаться высшими. Программы техникумов фактически переписывались с вузовских, но и те были некачественными, что отмечалось в партийных документах.
Для подготовки высококвалифицированных кадров преподавателей ещё в 1925 году при Президиуме Государственного учёного Совета была создана аспирантура (на момент создания было всего лишь 30 аспирантов). Затем аспирантура открывается и при различных НИИ и университетах.
В 1936 году совместным постановлением Совета народных комиссаров СССР и Центрального комитета ВКП(б) отмечалось неудовлетворительное состояние подготовки в высшей школе — вузы не были обеспечены соответствующими научно-педагогическими кадрами, лабораториями, библиотеками, в результате чего уровень обучения в ряде высших учебных заведений немногим отличался от уровня средней школы и техникумов. Учебные планы были многопредметны и вместе с программами предметов подвергались ежегодным изменениям, для высшей школы либо отсутствовали стабильные учебники, либо их совсем не было (в том числе по важнейшим дисциплинам). Поэтому СНК СССР и ЦК ВКП(б) приняли ряд важных мер в сфере высшего образования. Были чётко определены порядок приёма, организации учебного времени и работы, вопросы руководства вузами и дисциплины в высшей школе. Были восстановлены деканаты и кафедры, должности профессорско-преподавательского состава, прежняя система занятий (лекции профессоров и доцентов, практические занятия с преподавателями и производственная практика), срок приёма был ограничен (до этого вузы устанавливали эти сроки произвольно).

#### Послевоенный период
В начале Великой Отечественной войны вузам СССР был нанесён значительный ущерб. Многие вузы были разрушены, часть вузов переведена в тыл. Учебный процесс продолжался и в эвакуации. Для продолжения подготовки специалистов с 1943 года в тылу, в основном в восточных районах СССР, открылось более 50 вузов. В послевоенное время многие из вузов пришлось восстанавливать практически заново.
В 1950-х годах для повышения качества образования некоторые вузы, не располагавшие современной на тот момент материально-технической и учебно-научной базой, были присоединены к более крупным вузам. Так некоторые юридические и педагогические институты влились в университеты, учительские институты — в педагогические. Но в те же годы в связи с развитием научно-технического прогресса были открыты новые вузы и факультеты по специальностям новых профилей — по радиоэлектронике и электронной технике, автоматике и вычислительной технике, биофизике, биохимии и другим новым отраслям науки и техники.
В 1930—1960-е годы восстановлены некоторые крупные вузы досоветского периода: университеты на Украине (1932), МВТУ и политехнические институты (1940-е), некоторые институты народного хозяйства (1960-е).
Качество подготовки специалистов в некоторых вузах оставалось неудовлетворительным, что отмечалось рядом правительственных документов. В 1955 году на июльском пленуме ЦК КПСС было отмечено, что научные кадры вузов «мало привлекаются к разработке проблем в области развития новой техники». В постановлении ЦК КПСС и Совмина СССР от 13 июня 1961 года «О мерах по улучшению подготовки научных и научно-педагогических кадров» отмечалось об «отставании», «серьезных недостатках» в развитии науки. В специальном постановлении ЦК КПСС и Совмина СССР от 9 мая 1963 года о высшем и среднем образовании вузы опять получают неудовлетворительную оценку.
С 1950-х годов на основании Постановления Совета Министров СССР и ЦК КПСС от 30 августа 1954 года № 1836 стала применяться практика распределения выпускников вузов по специальности и квалификации, приобретёнными ими в вузе. Это гарантировало полную занятость выпускников и облегчало комплектование кадрами важнейших отраслей. Молодого специалиста нельзя было уволить, ему полагались различные льготы, в том числе обеспечение жильём.

#### Бесплатное высшее образование
В 1960—1980-е годы высшее образование в СССР было бесплатным. В вузы по единым правилам приёма на дневную форму обучения принимались имеющие законченное среднее образование лица в возрасте до 35 лет. На вечернюю и заочную формы обучения ограничений в приёме по возрасту не было. При зачислении в вузы преимущественное право предоставлялось лицам, имеющим стаж практической работы. Иностранные граждане, постоянно проживавшие на территории СССР, поступали в вузы на общих основаниях.
Высшее образование в советский период переживало быстрый количественный рост, оплаченный резким снижением качества обучения в национальных республиках, особенно экономистов и гуманитариев. Но руководители образовательной отрасли в СССР (в частности, Елютин) принципиально отвергали концепцию исследовательского университета. Уровень большинства узкоспециализированных советских вузов в национальных республиках соответствовал лишь среднему специальному образованию.
Одной из основных целей высшего образования в СССР наряду с подготовкой студентов к высококвалифицированному труду провозглашалось овладение ими марксистско-ленинской теорией, современным экономическим мышлением. Студент, прошедший обучение в вузе, должен был быть идейно убеждённым, активным строителем коммунистического общества с высокими гражданскими и нравственными качествами, коллективистом, патриотом и интернационалистом, готовым к защите социалистического Отечества. Согласно законодательству о народном образовании в вузах большое внимание должно было уделяться развитию ответственности, эстетическому развитию, воспитанию самоорганизации, нравственному, экологическому, правовому воспитанию. Лицам, окончившим высшие учебные заведения, присваивалась квалификация в соответствии с полученной специальностью, выдавались диплом и нагрудный знак установленного образца.
В 1989 году 11% граждан СССР имели высшее образование.

### В России (с 1992 года)
С 1992 года высшее образование в России претерпело ряд существенных изменений, связанных в первую очередь с переходом на многоуровневую систему и стандартизацией образования. С 2003 года система высшего образования в России развивалась также и в рамках Болонского процесса.
Понятие образовательного стандарта в России появилось с введением в 1992 году Закона РФ «Об образовании». Статья 7 этого закона была посвящена государственным образовательным стандартам.
Многоуровневая система высшего образования была введена в России в 1992 году, когда система высшего образования была дополнена различными по характеру и объёму образовательно-профессиональными программами разного уровня. Она должна была обеспечивать права россиян на выбор содержания и уровня своего образования и создать условия для гибкого реагирования высшей школы на запросы общества в условиях рыночной экономики, гуманизации образовательной системы. В этих целях было принято постановление Комитета по высшей школе Министерства науки, высшей школы и технической политики Российской Федерации, утвердившее «Временное положение о многоуровневой структуре высшего образования в Российской Федерации» и «Положение о порядке реализации государственными высшими учебными заведениями образовательно-профессиональных программ разного уровня». Система многоуровневого высшего образования, представленная в документах, учитывала Международную стандартную классификацию образования (МСКО), принятую ЮНЕСКО классификацию, которая с 1978 года служит инструментом сравнительного анализа в области образования на национальном и международном уровнях для сбора и представления сопоставимой в международном масштабе образовательной статистики.
Высшее образование стало делиться на три уровня:
- образовательно-профессиональные программы первого уровня представляли собой неполное высшее образование, синтезирующее общеобразовательную часть программ бакалавриата (первые два года) и программы среднего профессионального образования (последующий срок обучения). Поэтому по их окончании выдавался диплом о неполном высшем образовании с присвоением квалификации согласно перечню специальностей среднего профессионального образования. Срок обучения варьировался от 2 до 3-3,5 лет. При успешном освоении лишь двухлетнего обучения по программе бакалавра выдавалось свидетельство о неполном высшем образовании[43];
- образовательно-профессиональные программы второго уровня составляли базовое высшее образование, его основу. Они охватывали все области науки, техники и культуры и предоставляли личности возможность овладеть системой научных знаний о человеке и обществе, истории и культуре, получить фундаментальную естественнонаучную подготовку и основы профессиональных знаний по направлениям обучения. Это были программы бакалавриата, после не менее 4-летнего обучения по которым бакалавры могли либо продолжить образование по программам третьего уровня, либо начать трудовую деятельность, самостоятельно овладев профессиональными знаниями и навыками, необходимыми для адаптации к ней[44];
- образовательно-профессиональные программы третьего уровня были двух видов:
  - программы подготовки дипломированных специалистов с присвоением квалификации по существующим специальностям, срок обучения 5-6 лет на базе общего основного образования (11 классов) — прежняя советская система высшего образования, обучение подтверждалось получением диплома о высшем образовании;
  - программы, продолжающие базовое высшее образование (второго уровня) как в форме интеграции в программы подготовки дипломированных специалистов, так и в форме подготовки магистров наук, направленной на исследовательский характер последующей профессиональной деятельности. В первом случае выдавался диплом специалиста (после 1-3 лет обучения), во втором — диплом магистра наук по специальности (после 2-3 лет обучения).

Лица, освоившие программы третьего уровня, имеют право поступать в аспирантуру.
Закон Российской Федерации от 10 июля 1992 № 3266-1 «Об образовании» в первоначальной редакции не содержал положений о градации высшего образования на ступени (уровни), но относил к компетенции Правительства Российской Федерации утверждение государственных образовательных стандартов (в том числе высшего профессионального образования). Государственный образовательный стандарт высшего профессионального образования, утверждённый Постановлением Правительства РФ от 12 августа 1994 № 940, определил структуру высшего профессионального образования, сохранённую практически без изменений. Продолжали существовать программы трёх уровней:
- неполное высшее образование (не менее 2 лет обучения);
- высшее образование, подтверждаемое присвоение квалификации «бакалавр» (не менее 4 лет обучения);
- высшее образование, подтверждаемое присвоение квалификации «магистр» (не менее 6 лет обучения с учётом обучения в бакалавриате) или традиционной квалификации специалиста (не менее 5 лет обучения в общей сложности). Программы, по освоении которых присваивалась квалификация «магистр», являлись продолжением программ бакалавриата[46].

На программы, по освоении которых присваивалась традиционная квалификация специалиста, можно было поступить после школы, либо продолжить образование по ним после первых двух ступеней.
После обучения по первым двум ступеням можно было продолжить его по следующим ступеням.
Принятый 22 августа 1996 года Федеральный закон № 125-ФЗ «О высшем и послевузовском профессиональном образовании» выделял три ступени высшего профессионального образования:
- высшее профессиональное образование, подтверждаемое присвоением лицу, успешно прошедшему итоговую аттестацию, квалификации (степени) «бакалавр» (не менее четырёх лет обучения);
- высшее профессиональное образование, подтверждаемое присвоением лицу, успешно прошедшему итоговую аттестацию, квалификации «дипломированный специалист» (не менее пяти лет обучения);
- высшее профессиональное образование, подтверждаемое присвоением лицу, успешно прошедшему итоговую аттестацию, квалификации (степени) «магистр» (не менее шести лет обучения).

Понимание этих ступеней осталось прежним. Лица, получившие документы государственного образца о высшем профессиональном образовании определённой ступени, имели право в соответствии с полученным направлением подготовки (специальностью) продолжить образование по образовательной программе высшего профессионального образования следующей ступени, что не считалось получением второго высшего образования. При этом неполное высшее образование выводилось из категории ступени высшего профессионального образования.
Лица, имеющие среднее профессиональное образование соответствующего профиля или хорошие способности, могли получать высшее профессиональное образование по сокращённым или по ускоренным программам бакалавриата. Получение высшего профессионального образования по сокращённым программам подготовки специалиста и программам магистратуры не допускалось.
С 2000 года стали приниматься государственные образовательные стандарты высшего профессионального образования первого поколения (с этого времени по каждой специальности и каждому направлению подготовки по ступеням образования).
Распоряжением Правительства РФ от 26 июля 2000 года № 1072-р был утверждён План действий Правительства Российской Федерации в области социальной политики и модернизации экономики на 2000—2001 годы. В сфере высшего образования на переходный период предусматривалось введение конкурсного порядка распределения государственного заказа на подготовку специалистов и финансирование инвестиционных проектов вузов независимо от их организационно-правовой формы, установление особого статуса образовательных организаций вместо существующего статуса государственных учреждений, переход на контрактную основу финансовых взаимоотношений образовательных организаций с государством, а также внедрение принципа адресного предоставления стипендий.
В целях повышения эффективности государственных расходов на образование Правительство Российской Федерации план предусматривал реализацию мер, направленных в том числе на реорганизацию учебных заведений профессионального образования путём их интеграции с высшими учебными заведениями и создания университетских комплексов.
Вместе с постепенным переход к нормативному подушевому финансированию высшего профессионального образования Правительство Российской Федерации предусмотрело эксперимент по проведению единого государственного выпускного экзамена для среднего образования с его последующим законодательным закреплением.
В ходе реализации этого положения 16 февраля 2001 года было принято Постановление Правительства Российской Федерации № 119 «Об организации эксперимента по введению единого государственного экзамена». Согласно документу, ЕГЭ должен был обеспечивать совмещение государственной (итоговой) аттестации выпускников XI (XII) классов общеобразовательных учреждений и вступительных испытаний для поступления в образовательные учреждения высшего профессионального образования. Эксперимент был рассчитан на 3 года (с 2001 по 2003 год), но в 2003 году был продлён ещё на один год. В 2001 году в эксперименте приняли участи образовательные учреждения пяти регионов — республики Чувашия, Марий Эл, Якутия, Самарской и Ростовской областей. Экзамены проводились в два этапа: первый (школьный) прошёл с 4 по 20 июня — для выпускников школ 2001 года, второй (вузовский) — с 17 по 28 июля для выпускников школ прошлых лет, иногородних абитуриентов, выпускников техникумов и профучилищ. Были проведены экзамены по 8 предметам (русский язык, математика, биология, физика, история, химия, обществознание и география).
В 2003 году на берлинской встрече министров образования европейских стран Россия присоединилась к Болонскому процессу, подписав Болонскую декларацию.
С 2005 года стали приниматься государственные образовательные стандарты высшего профессионального образования второго поколения, ориентированные на получение студентами знаний, умений и навыков.
С 2007 года шло ещё более существенное изменение структуры высшего образования. В 2007 году были приняты изменения в Федеральный закон от 22 августа 1996 года № 125-ФЗ «О высшем и послевузовском профессиональном образовании». Ступени высшего профессионального образования заменялись его уровнями. Было введено два уровня высшего образования:
- бакалавриат;
- подготовка специалиста, магистратура.

Тем самым бакалавриат, подготовка специалиста и магистратура стали формально самостоятельными видами высшего профессионального образования (срок обучения в магистратуре, например, в связи с этим положением стал 2 года, а не 6). Но при этом (поскольку подготовка специалиста и магистратура стали одним уровнем образования) по получении диплома специалиста поступление на программу магистратуры стало рассматриваться как получение второго высшего образования.
Соответственно, потребовалось изменение системы государственных образовательных стандартов, которые стали федеральными (третьего поколения). Основой для них стал компетентностный подход, согласно которому высшее образование должно вырабатывать у студентов общекультурные и профессиональные компетенции.
29 декабря 2012 года был принят Федеральный закон № 273-ФЗ «Об образовании в Российской Федерации», вступивший в силу 1 сентября 2013 года. Система высшего профессионального образования объединилась с послевузовским профессиональным образованием и стала именоваться высшим образованием (по соответствующим уровням).

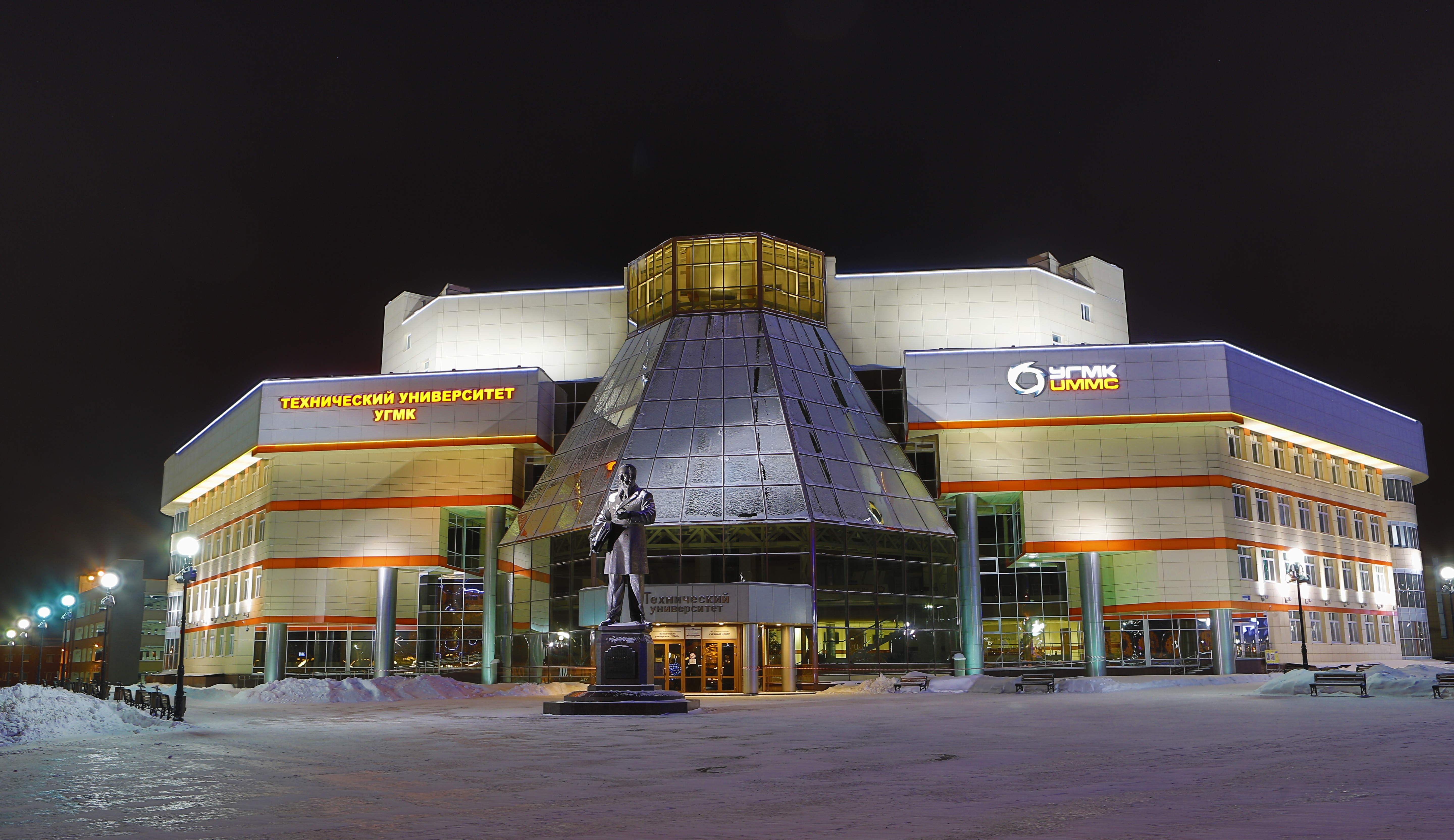
Здание Технического университета УГМК (Верхняя Пышма)

Этот закон несколько разрешил образовательным организациям создавать на базе промышленных предприятий свои кафедры. Таким образом у компаний появилась возможность создать на базе собственных «корпоративных университетов» полноценные вузы. До 1 сентября 2013 года в постсоветской России это было невозможно юридически, так как законодательство об образовании разрешало вузам создавать кафедры только в научных учреждениях, но не на промышленных предприятиях. Однако в 2013—2016 годах в России только один «корпоративный университет» воспользовался этим правом и стал давать высшее образование. В 2013 году был создан в Верхней Пышме (Свердловская область) Технический университет УГМК. Его создание было профинансировано тремя сторонами: Уральской горно-металлургической компанией, Уральским федеральным университетом им. Б. Н. Ельцина и правительством Свердловской области. В настоящее время это единственный частный вуз России, который даёт высшее техническое образование. И одновременно это единственный в России «корпоративный университет» на 2016 год, который готовит специалистов с высшим образованием. В 2014 году открыт Научно-исследовательский центр при университете. В 2016 году Технический университет УГМК получил государственную аккредитацию по 8 программам бакалавриата, специалитета и магистратуры и набрал на первый курс выпускников средних школ.

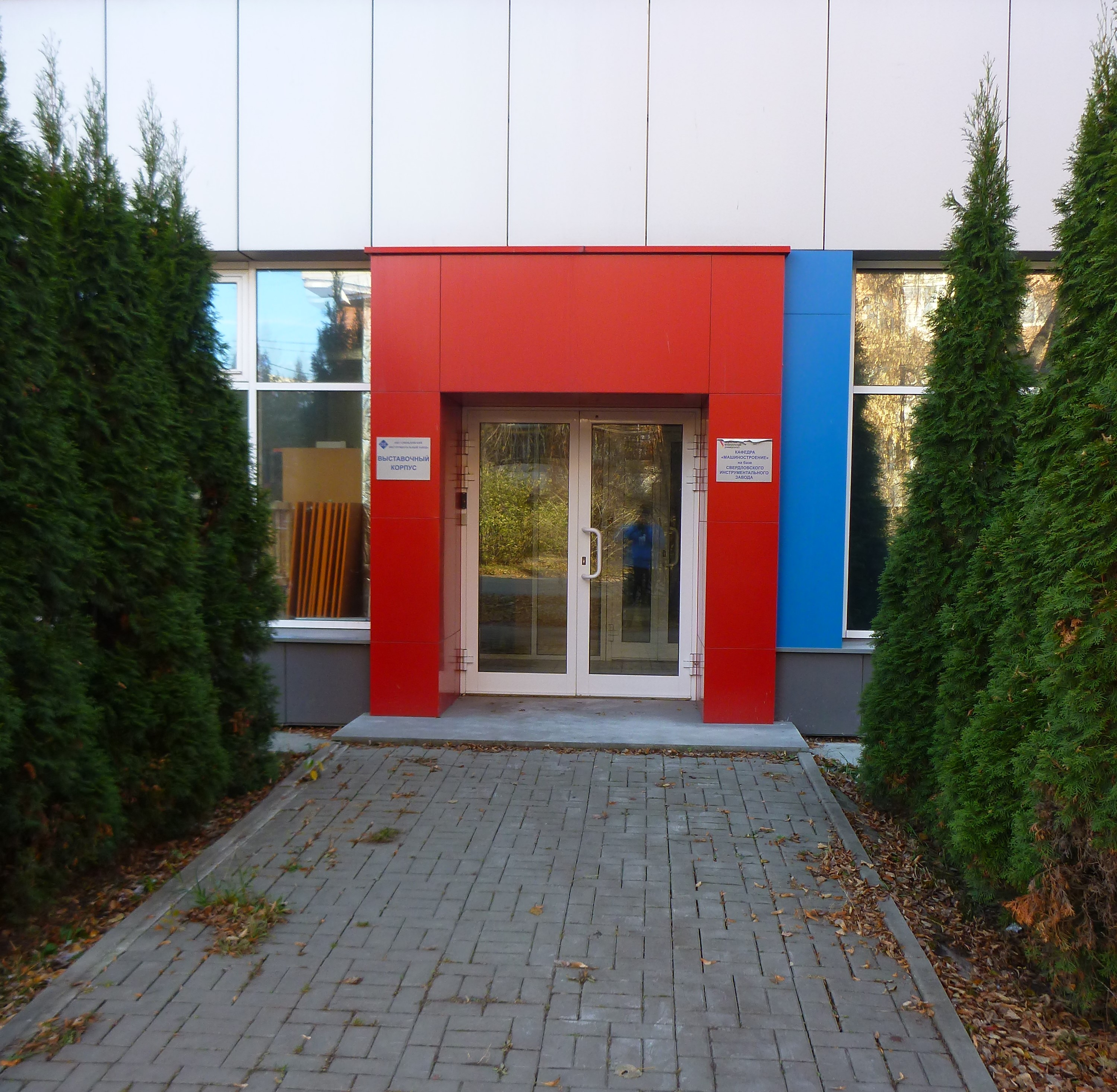
Кафедра Уральского федерального университета на базе и на территории Свердловского инструментального завода

В 2015 году в России была принята государственная программа, которая предусматривала закрытие неэффективных вузов и их филиалов. Рособрнадзор начал активно проводить проверки вузов и закрывать те из них, которые признал неэффективными. Если в 2014 году в России было 2486 вузов и их филиалов, то в 2017 году осталось только 1256 вузов и филиалов. Часть государственных вузов (и их филиалов) была присоединена к другим государственным вузам. Таким образом, за 3 года численность вузов сократилась почти в два раза. При этом сокращение продолжается. Основной урон понесли частные вузы, которые чаще проверялись и чаще закрывались. Например, за 2016 год Рособрнадзор проверил каждый 2-й частный вуз и только каждый 5-й государственный. За два года Рособрнадзор потребовал закрыть 134 вуза, из которых только два являлись государственными.
В 2014 году, после аннексии Крыма, в составе России оказались многочисленные вузы Крыма и Севастополя, до того функционировавшие по нормам системы высшего образования Украины. В 2014 году в Крыму было 97 вузов. К 2017 году большинство этих вузов было закрыто, а оставшиеся переведены на российские стандарты высшего образования. В Республике Крым по состоянию на 2017 год действуют 10 вузов. То есть за 3 года число вузов сократилось почти в 10 раз. Был образован Крымский федеральный университет имени В. И. Вернадского путём объединения семи самостоятельных учебных заведений, а также филиалов, колледжей и научных организаций. В Севастопольский государственный университет включили 9 других вузов. Самостоятельность сохранили Крымский инженерно-педагогический университет и Крымский университет культуры, искусств и туризма. Кроме того, в Крыму в 2014—2017 годах открылись филиалы российских вузов. На 2017 год имеются три филиала вузов.
В мае 2023 года президент России Владимир Путин подписал указ о пилотном проекте по изменению уровней профессионального образования. Реализация данного проекта, предусматривающего переход на трехступенчатую систему высшего образования, запланирована на период с 2023 по 2025 учебный год в МАИ, МИСиСе, МПГУ, Балтийском федеральном университете, Петербургском горном университете, Томском госуниверситете. В рамках перехода обозначается два уровня высшего образования: высшее, со сроком освоения программ от четырех до шести лет, специализированное высшее — от года до трех лет, а также аспирантура. Реализация программ магистратуры, ординатуры и ассистентура-стажировки будет проходить на уровне специализированного высшего образования. За студентами указанных вузов, согласно указу, сохраняются все положенные льготы и права.

## История системы управления высшим образованием

### В Российской империи
В XVIII веке высшие учебные заведения подчинялись непосредственно Правительственному Сенату.
В Российской империи управлением высшим образованием занимались следующие органы власти:
- 1802—1817 — Министерство народного просвещения Российской империи (Главное правление училищ);
- 1817—1824 — Министерство духовных дел и народного просвещения;
- 1824—1917 — Министерство народного просвещения Российской империи:
  - попечители Учебных округов — в 1835—1863 под руководством Главного правления училищ, а с 1863 года — Совета Министра народного образования,
  - с 1883 года существовало Отделение по техническому и профессиональному образованию Учёного комитета,
  - в 1916—1917 годах существовали Совет по делам высших учебных заведений (управление вузами, подчинёнными самому министерству) и Совет по делам профессионального образования (координация деятельности вузов, подчинённых другим ведомствам).

### В СССР
В РСФСР и СССР высшим образованием ведали следующие ведомства:
- С 1918 года всей системой образования в России (в том числе и высшего) руководил Народный комиссариат просвещения РСФСР (в 1920—1930 в составе наркомата существовало Главное управление профессионального образования).
- В 1928—1932 годах на союзном уровне вопросами высшего образования занималось Главное управление по высшей школе при ВСНХ СССР.
- В 1932—1936 годах высшим образованием руководил Всесоюзный комитет по высшей технической школе.
- В 1936—1946 годах эти вопросы находились в ведении Всесоюзного комитета по делам высшей школы при СНК СССР (15 марта — 10 апреля 1946 года — при Совете Министров СССР).
- С 1946 года по 1953 год существовало общесоюзное Министерство высшего образования СССР (Минвуз).
- 15 марта 1953 года Министерство высшего образования, Министерство кинематографии СССР, Министерство трудовых ресурсов СССР и Комитет по делам искусств при СМ СССР были объединены в одно ведомство — Министерство культуры СССР, в составе которого существовало Главное управление высшего образования.
- В 1954 году было воссоздано общесоюзное Министерство высшего образования СССР, ставшее в конце того же года союзно-республиканским.
- В 1959 году министерство было преобразовано в Министерство высшего и среднего специального образования СССР (Минвуз).
- В 1987 году для обеспечения руководства учебными заведениями Минвуз создал учебно-методические объединения по группам родственных специальностей на базе региональных центров во главе с ведущими вузами[66].
- В 1988 году на базе Министерства высшего и среднего специального образования СССР, Министерства просвещения СССР и Государственного комитета СССР по профессионально-техническому образованию был создан Государственный комитет СССР по народному образованию, просуществовавший до 1991 года.
- Кроме того, в РСФСР в 1959—1990 годах существовало Министерство высшего и среднего специального образования РСФСР.

### В России
- В 1990 году был образован Государственный комитет РСФСР по делам науки и высшей школы, просуществовавший до 11 ноября 1991 года.
- В 1991—1993 годах существовало Министерство науки, высшей школы и технической политики Российской Федерации. В рамках министерства существовал Комитет по высшему образованию, преобразованный в 1993 году в самостоятельный Государственный комитет Российской Федерации по высшему образованию.
- В 1993—1996 годах высшим образованием руководил Государственный комитет Российской Федерации по высшему образованию.
- В 1996 году Государственный комитет по высшему образованию был объединён с Министерством образования в единое Министерство общего и профессионального образования Российской Федерации.
- В 1996—1999 годах высшим образованием руководило Министерство общего и профессионального образования Российской Федерации.
- В 1999—2004 годах оно именовалось Министерством образования Российской Федерации.
- В 2004 году была проведена административная реформа, в результате которой было образовано Министерство образования и науки Российской Федерации (Минобрнауки), ответственное за высшее образование в стране.
- В 2018 году названное министерство было разделено на два ведомства: Министерство просвещения Российской Федерации и Министерство науки и высшего образования Российской Федерации (к которому стало относиться сокращение «Минобрнауки»). Последнее руководит высшим образованием по настоящее время[67].

В подчинении Минобрнауки в 2004—2010 гг. находилось Федеральное агентство по образованию (Рособразование). Оно осуществляло управление деятельностью образовательных учреждений (в том числе профессионального образования) по оказанию государственных услуг в области образования, повышением квалификации и переподготовкой научно-педагогических работников государственных учреждений высшего профессионального образования и государственных научных организаций, действующих в системе высшего и послевузовского профессионального образования. В 2010 году Рособразование было упразднено, а его функции были переданы Минобрнауки (в Департамент управления сетью подведомственных организаций).
С 2004 года по середину мая 2018 года Минобрнауки также была подчинена Федеральная служба по надзору в сфере образования и науки (Рособрнадзор), осуществляющая функции по контролю и надзору в области образования и науки, в частности лицензирование, аттестацию и аккредитацию образовательных учреждений, аттестацию научных и педагогических работников ВУЗов, аттестацию выпускников образовательных учреждений, подтверждение и нострификацию документов об образовании. В указанный период, Минобрнауки в области высшего образования осуществляло функции по правоприменению, управлению и контролю. В министерстве вопросы, связанные с высшим образованием, решал курировавший заместитель министра и Департамент государственной политики в сфере высшего образования.
С 15 мая 2018 года Рособрнадзор перешёл в прямое подчинение Правительства России.
Правительство Российской Федерации, Минобрнауки России, органы управления образованием субъектов федерации и местного самоуправления городских округов вправе создавать и выполнять функции учредителей организаций высшего образования. Органы управления муниципальных районов не имеют права создавать организации высшего образования и выполнять функции их учредителей (за исключением тех организаций, которые были созданы до 31 декабря 2008 года). Образовательные организации, реализующие образовательные программы высшего образования в области обороны и безопасности государства, обеспечения законности и правопорядка, могут создаваться только Российской Федерацией.

## Организация обучения по программам высшего образования

### Система высшего образования
Система высшего образования в Российской Федерации включает в себя:
- федеральные государственные образовательные стандарты, образовательные стандарты, образовательные программы различных вида, уровня и (или) направленности;
- организации, осуществляющие образовательную деятельность, педагогических работников, обучающихся и родителей (законных представителей) несовершеннолетних обучающихся;
- федеральные государственные органы и органы государственной власти субъектов Российской Федерации, осуществляющие государственное управление в сфере образования, и органы местного самоуправления, осуществляющие управление в сфере образования, созданные ими консультативные, совещательные и иные органы;
- организации, осуществляющие обеспечение образовательной деятельности, оценку качества образования;
- объединения юридических лиц, работодателей и их объединений, общественные объединения, осуществляющие деятельность в сфере образования.

### Уровни высшего образования
К уровням высшего образования относятся:
|        | Уровень                                                                                              | Уровень                                                                                              |
| ------ | --- | --- |
| Первый | бакалавриат                                                                                          | |
| Второй | магистратура                                                                                         | специалитет                                                                                          |
| Третий | подготовка кадров высшей квалификации (аспирантура, адъюнктура, ординатура, ассистентура-стажировка) | подготовка кадров высшей квалификации (аспирантура, адъюнктура, ординатура, ассистентура-стажировка) |

На программы бакалавриата и специалитета можно поступить на базе среднего общего образования, на программы магистратуры и подготовки кадров высшей квалификации — на базе высшего образования других уровней (не обязательно на бюджетной основе), для обучения по программам подготовки кадров высшей квалификации необходимо наличие высшего образования — специалитета, магистратуры.
По окончании программ бакалавриата студент может продолжить на бюджетной основе обучение в магистратуре или получить второе высшее образование по программам бакалавриата или специалитета.
По окончании программ специалитета или магистратуры студент может продолжить обучения на бюджетной основе по программам высшего образования — подготовки кадров высшей квалификации или получить второе высшее образование по программам бакалавриата или специалитета.
По окончании программ высшего образования — подготовки кадров высшей квалификации, студент может защитить диссертацию на соискание степени кандидата наук по научной специальности.
После окончания любой программы высшего образования гражданин может повысить свою квалификацию по программам дополнительного профессионального образования (повышения квалификации, профессиональной переподготовки).
Уровневая система высшего образования в России строится с учётом отечественных особенностей и традиций.
Подготовка кадров высшей квалификации включает в себя программы подготовки научно-педагогических кадров в аспирантуре (адъюнктуре), программы ординатуры, ассистентуры-стажировки.
По программам обучения в аспирантуре (адъюнктуре) одним из основных условий обучения, кроме получения образования, является подготовка диссертации на соискание учёной степени кандидата наук, которая может осуществляться также путём прикрепления соискателем к вузу или научной организации. В последнем случае длительность подготовки диссертации не ограничена, но все остальные требования к соискателям степеней остаются такими же, как и для аспирантов. Адъюнктурой называется аспирантура высших военных учебных заведений.
Также выделяются такие программы подготовки кадров высшей квалификации как:
- ординатура — система повышения квалификации врачей в медицинских ВУЗах, институтах усовершенствования и научно-исследовательских учреждениях. Подготовка по программам ординатуры обеспечивает приобретение обучающимися необходимого для осуществления профессиональной деятельности уровня знаний, умений и навыков, а также квалификации, позволяющей занимать определённые должности медицинских работников, фармацевтических работников. К освоению программ ординатуры допускаются лица, имеющие высшее медицинское образование и (или) высшее фармацевтическое образование;
- ассистентура-стажировка — подготовка творческих и педагогических работников высшей квалификации по творческо-исполнительским специальностям по очной форме обучения в ВУЗах, реализующих основные образовательные программы высшего образования в области искусств. К освоению программ ассистентуры-стажировки допускаются лица, имеющие высшее образование в области искусств[7].

В августе 2022 года президент российского союза ректоров, ректор МГУ Виктор Садовничий, заявил, что на смену Болонскому процессу,  из которого были исключены все российские образовательные организации, ведётся разработка новой системы высшего образования России. В ней сохранится бакалавриат, но по точным наукам в подавляющем большинстве случаев введут специалитет. По его словам, новая система образования разрешит выпускникам специалитета сразу поступать в магистратуру. Внедрение этой системы запланировано в 2023 году.  

### Виды образовательных организаций
Программы высшего образования реализуются в следующих организациях:
- образовательные организации высшего образования (вузы)[78];
- научные организации[79].

В свою очередь образовательные организации могут иметь совершенно различные, иногда пересекающиеся, статусы. В ходу как классические статусы университета, академии, института, так и новообразованные статусы, включающие национальные университеты, федеральные университеты, национальные исследовательские университеты, глобальные университеты, опорные университеты и т. п.
Федеральный закон «Об образовании в Российской Федерации» разделяет образовательные организации на типы, но не определяет конкретные виды высших учебных заведений. Закон не отменяет тех видов, которые существовали ранее.

### Работа учебно-методических объединений
Для участия научно-педагогических работников и представителей работодателей в разработке федеральных государственных образовательных стандартов, примерных образовательных программ и учебных планов, координации действий организаций высшего образования в обеспечении качества и развития содержания образования в системе образования могут создаваться учебно-методические объединения вузов (УМО).
Основными задачами учебно-методического объединения являются:
- участие в разработке проектов федеральных государственных образовательных стандартов и примерных учебных планов,
- координация действий научно-педагогической общественности вузов, представителей предприятий, учреждений и организаций в обеспечении качества и развития содержания высшего и послевузовского профессионального образования,
- разработка предложений по структуре отнесённой к его компетенции области высшего образования и содержанию основных образовательных программ[82].

В состав учебно-методических объединений на добровольных началах входят научно-педагогические и другие работники организаций высшего образования и иных организаций, действующих в системе образования, и представители работодателей.
В настоящее время УМО вузов создаются по родственным направлениям подготовки (специальностям).

### Использование образовательных стандартов
Законом Российской Федерации «Об образовании» в 1992 году было введено понятие образовательного стандарта. Функции по определению порядка разработки и утверждению государственного образовательного стандарта высшего образования относились к компетенции Правительства Российской Федерации.
Обязательность принятия федерального государственного образовательного стандарта была установлена Конституцией Российской Федерации, принятой на всероссийском голосовании 12 декабря 1993 года. Их установление было отнесено к ведению Российской Федерации, но не указано в какой форме и какой ветвью власти. Так, в первоначальной версии закона «Об образовании» 1992 года принятие ФГОС основного общего образования осуществлялось законом Российской Федерации. Но уже сразу после принятия Конституции 1993 года Указом Президента РФ от 24 декабря 1993 № 2288 это положение было признано недействующим и не подлежащим применению. На протяжении 1990-х годов Государственная дума несколько раз пыталась вернуть законодательное утверждение образовательных стандартов. Верховный совет РФ же за период, когда у него было право утверждения образовательного стандарта, его так и не утвердил. Но имея право утверждения образовательных стандартов, ни Правительство Российской Федерации, ни профильные министерства, отвечающие за вопросы образования, в 1993—1999 года этих стандартов не приняли, разрабатывая лишь временные образовательные стандарты и федеральные компоненты государственного образовательного стандарта.
Постановлением Правительства Российской Федерации от 12 августа 1994 года № 940 (утратило силу) был утверждён единый государственный стандарт высшего профессионального образования, который определял:
- структуру высшего профессионального образования, документы о высшем образовании;
- общие требования к основным профессиональным образовательным программам высшего профессионального образования и условиям их реализации;
- общие нормативы учебной нагрузки студента высшего учебного заведения и её объём;
- академические свободы высшего учебного заведения в определении содержания высшего профессионального образования;
- общие требования к перечню направлений (специальностей) высшего профессионального образования;
- порядок разработки и утверждения государственных требований к минимуму содержания и уровню подготовки выпускников по конкретным направлениям (специальностям) высшего профессионального образования в качестве федерального компонента;
- правила государственного контроля за соблюдением требований государственного образовательного стандарта высшего профессионального образования[87].

На основании этого стандарта по каждому направлению подготовки (специальности) принимались государственные требования к минимуму содержания программ и уровню подготовки выпускников (федеральный компонент образовательных программ высшего профессионального образования). К компетенции субъекта федерации относилось утверждение национально-регионального компонента образовательной программы по специальности (направлению подготовки).
С 2000 года стали приниматься государственные образовательные стандарты по каждой специальности (направлению подготовки). Были приняты три поколения стандартов:
- стандарты первого поколения (утверждались с 2000 года);
- стандарты второго поколения (утверждались с 2005 года), ориентированные на получение студентами знаний, умений и навыков[88];
- стандарты третьего поколения (утверждались с 2009 года), согласно которым высшее образование должно вырабатывать у студентов общекультурные и профессиональные компетенции[51].

Федеральными стали называться лишь стандарты третьего поколения. Стандарты предыдущих поколений по существу федеральным государственным образовательным стандартом не являлись.
С 1 сентября 2013 года согласно Федеральному закону от 29 декабря 2012 года № 273 «Об образовании в Российской Федерации» должны утверждаться стандарты нового поколения, в том числе и для программ высшего образования — подготовки научно-педагогических кадров, для которых ранее предусматривались федеральные государственные требования.
В соответствии с федеральными государственными образовательными стандартами высшего образования по каждому из них учебно-методическими объединениями разрабатываются примерные основные профессиональные образовательные программы, на основании которых вузы разрабатывают свои основные образовательные программы.
МГУ им. М. В. Ломоносова, Санкт-Петербургский государственный университет, федеральные университеты и национальные исследовательские университеты, а также федеральные государственные образовательные организации высшего образования, перечень которых утверждён указом Президента Российской Федерации, вправе разрабатывать и утверждать самостоятельно образовательные стандарты по всем уровням высшего образования. Требования к условиям реализации и результатам освоения образовательных программ высшего образования, включённые в такие образовательные стандарты, не могут быть ниже соответствующих требований федеральных государственных образовательных стандартов.

### Разделение по специальностям и направлениям подготовки

#### Математические и естественные науки
- 01.00.00 Математика и механика
- 02.00.00 Компьютерные и информационные науки
- 03.00.00 Физика и астрономия
- 04.00.00 Химия
- 05.00.00 Науки о земле
- 06.00.00 Биологические науки

#### Инженерное дело, технологии и технические науки
- 07.00.00 Архитектура
- 08.00.00 Техника и технологии строительства
- 09.00.00 Информатика и вычислительная техника
- 10.00.00 Информационная безопасность
- 11.00.00 Электроника, радиотехника и системы связи
- 12.00.00 Фотоника, приборостроение, оптические и биотехнические системы и технологии
- 13.00.00 Электро- и теплоэнергетика
- 14.00.00 Ядерная энергетика и технологии
- 15.00.00 Машиностроение
- 16.00.00 Физико-технические науки и технологии
- 17.00.00 Оружие и системы вооружения
- 18.00.00 Химические технологии
- 19.00.00 Промышленная экология и биотехнологии
- 20.00.00 Техносферная безопасность и природообустройство
- 21.00.00 Прикладная геология, горное дело, нефтегазовое дело и геодезия
- 22.00.00 Технологии материалов
- 23.00.00 Техника и технологии наземного транспорта
- 24.00.00 Авиационная и ракетно-космическая техника
- 25.00.00 Аэронавигация и эксплуатация авиационной и ракетно-космической техники
- 26.00.00 Техника и технологии кораблестроения и водного транспорта
- 27.00.00 Управление в технических системах
- 28.00.00 Нанотехнологии и наноматериалы
- 29.00.00 Технологии легкой промышленности

#### Здравоохранение и медицинские науки
- 30.00.00 фундаментальная медицина
- 31.00.00 Клиническая медицина
- 32.00.00 Науки о здоровье и профилактическая медицина
- 33.00.00 Фармация
- 34.00.00 Сестринское дело

#### Сельское хозяйство и сельскохозяйственные науки
- 35.00.00 Сельское, лесное и рыбное хозяйство
- 36.00.00 Ветеринария и зоотехния

#### Науки об обществе
- 37.00.00 Психологические науки
- 38.00.00 Экономика и управление
- 39.00.00 Социология и социальная работа
- 40.00.00 Юриспруденция
- 41.00.00 Политические науки и регионоведение
- 42.00.00 Средства массовой информации и информационно - библиотечное дело
- 43.00.00 Сервис и туризм

#### Образование и педагогические науки
- 44.00.00 Образование и педагогические науки

#### Гуманитарные науки
- 45.00.00 Языкознание и литературоведение
- 46.00.00 История и археология
- 47.00.00 Философия, этика и религиоведение
- 48.00.00 Теология
- 49.00.00 Физическая культура и спорт

#### Искусство и культура
- 50.00.00 Искусствознание
- 51.00.00 Культуроведение и социокультурные проекты
- 52.00.00 Сценические искусства и литературное творчество
- 53.00.00 Музыкальное искусство
- 54.00.00 Изобразительное и прикладные виды искусств
- 55.00.00 Экранные искусства

Высшее образование реализуется в Российской Федерации по направлениям подготовки и специальностям. Направления подготовки подразумевают под собой подготовку по программам бакалавриата, программам магистратуры, программам подготовки научно-педагогических кадров в аспирантуре (адъюнктуре), а специальности — подготовку по программам специалитета и программам ординатуры и ассистентуры-стажировки.
Перечень специальностей и направлений подготовки с указанием квалификации, присваиваемой по ним, утверждается Министерством образования и науки Российской Федерации. При утверждении новых перечней специальностей и направлений подготовки Минобрнауки может устанавливаться соответствие указанных в этих перечнях отдельных специальностей и направлений подготовки специальностям и направлениям подготовки, указанным в предыдущих перечнях специальностей и направлений подготовки.
На 01.01.2020, в соответствии с Приказом Минобрнауки России от 12.09.2013 № 1061 (ред. от 30.08.2019) «Об утверждении перечней специальностей и направлений подготовки высшего образования» в перечнях направлений подготовки и специальностей по всем уровням образования находится:
- 194 направления подготовки высшего образования — бакалавриата
- 188 направлений подготовки высшего образования — магистратуры
- 100 специальностей высшего образования — специалитета
- 54 направления подготовки высшего образования — подготовки кадров высшей квалификации по программам подготовки научно-педагогических кадров в аспирантуре
- 18 направлений подготовки высшего образования — подготовки кадров высшей квалификации по программам подготовки научно-педагогических кадров в адъюнктуре
- 99 специальностей высшего образования — подготовки кадров высшей квалификации по программам ординатуры
- 27 специальностей высшего образования — подготовки кадров высшей квалификации по программам ассистентуры-стажировки.

Направления подготовки и специальности сгруппированы по укрупнённым группам специальностей и направлений подготовки (сокр. УГСН). УГСН объединяют совокупности специальностей и направлений подготовки, относящихся к какой-либо широкой предметной области.
Направления подготовки и специальности, в соответствии с ОКСО должны иметь семизначный код:
- 1-й цифровой знак соответствует коду области образования;
- 2-й и 3-й цифровые знаки соответствуют коду укрупненной группы;
- 4-й и 5-й цифровые знаки соответствуют коду образовательного уровня;
- 6-й и 7-й цифровые знаки соответствуют коду профессии, специальности или направления подготовки.

Вместе с тем, после введения действующего классификатора ОК 009—2016 ни Министерство образования и науки России, ни Министерство науки и высшего образования России не вносили уточнения в кодификацию действующих специальностей и направлений подготовки, утвержденную в 2013 году. Поэтому в настоящее время в подавляющем большинстве документов используется шестизначный код (игнорируется первый цифровой знак — код области образования).
У каждого направления подготовки (специальности) есть профили (для программ бакалавриата), специализации (для программ специалитета) и магистерские программы (для магистратуры). Профили и специализации определяются образовательными стандартами и (или) примерными основными образовательными программами, а также могут определяться вузами самостоятельно. Магистерские программы разрабатываются вузами самостоятельно на основе образовательных стандартов высшего образования магистратуры.

### Финансирование высшего образования
Вузы в России бывают государственные и негосударственные. Первые получают финансирование из государственного бюджета (как правило, из федерального бюджета) и их учредителями являются органы государственной власти (как правило, федеральные). Как государственные, так и негосударственные вузы России могут сами зарабатывать деньги за счёт оказания платных услуг (в том числе за счёт взимания платы за обучение). Кроме того, государственные вузы вправе получать иностранное финансирование (частные университеты этого права лишены). Обучение в вузах бесплатное — в пределах мест, финансируемых из государственного бюджета (как правило, федерального). Студенты, обучающиеся за счёт средств бюджета, вправе получать (при выполнении ими определённых требований, связанных с успеваемостью) стипендию. Кроме того, часть мест в вузах (как государственных, так и негосударственных) занимают студенты, которые платят за своё обучение.

## Обучение по программам высшего образования

### Структура обучения
Обучение осуществляется по образовательным программам, разрабатываемым по каждому профилю, специализации, магистерской программе. Обучение по программам подготовки кадров высшей квалификации осуществляется в соответствии с направленностью (профилем) аспирантуры и ассистентуры-стажировки, специальностью ординатуры. По каждой образовательной программе разрабатывается учебный план по каждой форме обучения.
Учебный план определяет перечень, трудоёмкость, последовательность и распределение по периодам обучения учебных предметов, курсов, дисциплин (модулей), практики, иных видов учебной деятельности и формы промежуточной аттестации студентов.
Учебный год делится на два семестра, завершающиеся текущей аттестацией. Между семестрами студенты отправляются на каникулы. Во время обучения проводятся занятия (лекции, семинары, практические занятия и другие), контроль знаний и аттестация студентов, студенты проходят практику.
Для определения структуры образовательных программ может применяться система зачётных единиц — унифицированных единиц измерения трудоёмкости учебной нагрузки студента, включающая в себя все виды его учебной деятельности, в том числе аудиторную, самостоятельную работу и практику. Количество зачётных единиц устанавливается образовательным стандартом.
Образовательные программы предусматривают проведение практики как вида учебной деятельности, направленной на формирование, закрепление, развитие практических навыков и компетенция в процессе выполнения определённых видов работ, связанных с будущей профессиональной деятельностью.
Лица, имеющие соответствующее среднее профессиональное образование или высокие способности, могут быть переведены на программу по индивидуальному плану обучения (в том числе с ускоренным сроком обучения).

### Формы обучения
Традиционно в России сложились три формы получения образования:
- очная (дневная);
- очно-заочная (вечерняя);
- заочная.

Осуществление обучения по одной из форм зависит от потребностей, возможностей личности, объёма обязательных занятий педагогического работника с обучающимися. Формы, по которым ведётся обучение по каждой специальности и направлению подготовки, определяются соответствующими федеральными государственными образовательными стандартами, образовательными стандартами, если иное не установлено Федеральным законом «Об образовании в Российской Федерации». Также возможно получение образования в форме экстерната (самообразования) с правом прохождения промежуточной и государственной итоговой аттестации в организациях, осуществляющих образовательную деятельность, а также по ускоренным программам.
В новом законе об образовании появились новые формы организации образования:
- сетевое обучение. Сетевая форма реализации образовательных программ — реализация образовательной программы с использованием ресурсов нескольких организаций, осуществляющих образовательную деятельность, в том числе иностранных, а также при необходимости с использованием ресурсов иных организаций. В реализации образовательных программ с использованием сетевой формы наряду с организациями, осуществляющими образовательную деятельность, также могут участвовать научные организации, медицинские организации, организации культуры, физкультурно-спортивные и иные организации, обладающие ресурсами, необходимыми для осуществления обучения, проведения учебной и производственной практики и осуществления иных видов учебной деятельности, предусмотренных соответствующей образовательной программой;
- электронное и дистанционное обучение.

### Планирование учебного процесса
Основными документами вуза, регламентирующими образовательный процесс, являются:
- основная профессиональная образовательная программа (ОПОП), включающая в себя код и название специальности (направления подготовки), по которому она реализуется, факультет, форму обучения, перечень учебных предметов, компетенций, реализуемых в процессе обучения по программе, и их соотнесение между собой, учебный план по программе, рабочие программы дисциплин[99];
- учебный план;
- семестровый, рабочий план — рабочий план семестра с указанием сроков контрольных мероприятий (контроля знаний, аттестации);
- расписание занятий, контроля знаний, аттестации.

### Порядок поступления на программы высшего образования
Порядок поступления на программы высшего образования регулируется статьями 69, 70, 71 Федерального закона «Об образовании в Российской Федерации».
К освоению программ бакалавриата или программ специалитета допускаются лица, имеющие среднее общее образование.
К освоению программ магистратуры допускаются лица, имеющие высшее образование любого уровня.
К освоению программ подготовки научно-педагогических кадров в аспирантуре (адъюнктуре), программ ординатуры, программ ассистентуры-стажировки допускаются лица, имеющие образование не ниже высшего образования (специалитет или магистратура).
К освоению программ ординатуры допускаются лица, имеющие высшее медицинское образование и (или) высшее фармацевтическое образование.
К освоению программ ассистентуры-стажировки допускаются лица, имеющие высшее образование в области искусств.
Прием на обучение по программам бакалавриата и специалитета проводится на основании результатов единого государственного экзамена (ЕГЭ). Лица, получившие среднее (полное) общее образование до 31 декабря 2008 года, имеют право поступать на программы бакалавриата и специалитета по вступительным испытаниям, организуемым вузом самостоятельно (по тем же предметам, что и для лиц, поступающих по результатам ЕГЭ). Иностранным гражданам предоставляется право приёма на обучение по программам бакалавриата и специалитета в вузах по результатам вступительных испытаний, проводимых вузами самостоятельно. Перечень вступительных испытаний, проводимых при приёме на обучение по программам бакалавриата и специалитета, устанавливается Министерством образования и науки Российской Федерации.
Прием на обучение по программам бакалавриата и специалитета лиц, имеющих среднее профессиональное или высшее образование, проводится по результатам вступительных испытаний, форма и перечень которых определяются вузом.
При приёме на обучение по специальностям и направлениям подготовки, требующим у поступающих лиц наличия определённых творческих способностей, физических и (или) психологических качеств, вузы вправе проводить по предметам, по которым не проводится ЕГЭ, дополнительные вступительные испытания творческой и (или) профессиональной направленности, результаты которых учитываются наряду с результатами ЕГЭ при проведении конкурса.
При приёме на обучение по имеющим государственную аккредитацию программам бакалавриата и специалитета гражданам могут быть предоставлено право:
- приёма без вступительных испытаний;
- приёма в пределах установленной квоты при условии успешного прохождения вступительных испытаний;
- преимущественное право зачисления при условии успешного прохождения вступительных испытаний и при прочих равных условиях.

После окончания приема документов и вступительных испытаний, проводимых вузом самостоятельно, приёмной комиссией вуза на основании суммы баллов, полученных за вступительные экзамены (ЕГЭ и дополнительные экзамены), формируется ранжированный список абитуриентов по каждому направлению, форме обучения, по бюджетному и внебюджетному набору.
Ранжированный список формируется в следующей последовательности:
- лица, поступающие без вступительных испытаний согласно законодательству РФ;
- лица, имеющие право поступать в вуз вне конкурса при успешной сдаче вступительных испытаний (ранжированные по сумме баллов);
- лица, не имеющие льгот и сдавшие все вступительные испытания на удовлетворительную оценку (ранжированные по сумме баллов).

Начиная от первого абитуриента в этом списке, отсчитывается количество абитуриентов, равное количеству бюджетных (внебюджетных) мест на это направление подготовки. После последней фамилии, получившейся в результате этого, в списке проводится черта. Абитуриенты, оказавшиеся выше этой черты, рекомендуются к зачислению. Зачисление с 2010 года происходит в две волны. В первую волну зачисляются те, кто был рекомендован к зачислению после окончания приема документов и вступительных испытаний и принёс оригинал документа об образовании. Во вторую волну на оставшееся количество мест зачисляются те, кто оказался ниже черты в первую волну и принёс оригинал документа.
Прием на обучение по программам магистратуры, подготовки научно-педагогических кадров в аспирантуре (адъюнктуре), ординатуры, ассистентуры-стажировки осуществляется по результатам вступительных испытаний, проводимых вузом самостоятельно. Порядок зачисления на эти программы вузом определяются также самостоятельно.

#### Льготы и квоты на поступление
После февраля 2022 года российские власти ввели льготы в области образования для военнослужащих РФ. В мае 2022 года президентом РФ Владимиром Путиным был подписан указ о специальных квотах на зачисление в вузы детей участников боевых действий на Украине, позже — указ о введении подобных льгот для самих военнослужащих. В 2023 году по таким специальном квотам в высшие учебные заведения РФ было зачислено около 8 500 абитуриентов практически во всех регионах страны. Часть вузов принимало сверх установленной квоты.

### Контроль успеваемости и формы аттестации во время обучения
Во время обучения у студентов проводится:
- текущий контроль успеваемости;
- промежуточная аттестация;
- государственная итоговая аттестация.

Текущий контроль успеваемости проходит в течение семестра по всем предметам, изучаемым в семестре.
Промежуточная аттестация проводится по итогам семестра в форме зачётов и экзаменов. Неудовлетворительные результаты промежуточной аттестации по одному или нескольким учебным предметам, курсам, дисциплинам (модулям) образовательной программы или непрохождение промежуточной аттестации при отсутствии уважительных причин признаются академической задолженностью. Если студент не ликвидирует академическую задолженность в течение определённого срока или не сдаст задолженность два раза подряд (во второй раз — с комиссией), то он отчисляется из вуза.
Итоговая аттестация завершает освоение основных профессиональных образовательных программ, является обязательной и проводится в порядке и в форме, определяемой вузом самостоятельно (либо государственный экзамен — междисциплинарный или по конкретным предметам, либо защита квалификационной работы, либо и то, и другое вместе).
Итоговая аттестация представляет собой форму оценки степени и уровня освоения студентом основной профессиональной образовательной программы. Государственная итоговая аттестация проводится государственными экзаменационными комиссиями, создаваемыми вузом в определённом порядке, в целях определения соответствия результатов освоения студентом основных профессиональных образовательных программ соответствующим требованиям образовательного стандарта.

## Крупнейшие университеты России по количеству студентов
Есть отдельная статья Крупнейшие университеты России по количеству студентов.
По данным Мониторинга Министерства науки и высшего образования РФ в 2023 году в России функционировали 1206 организаций высшего образования: 898 государственных и муниципальных и 308 частных университетов, в которых в 2023 году обучались 4 167 532 студента. 
В 2023 году в ста крупнейших университетах России обучались 1 764 734 студента.  

###### Крупнейшие университеты по количеству студентов (2023 г.)
1. Московский финансово-промышленный университет «Синергия» - 43 222 чел. 
2. Московский государственный университет имени М. В. Ломоносова - 39 282 чел.
3.  Уральский федеральный университет имени первого президента России Б. Н. Ельцина - 38 797 чел. 
4. НИУ Высшая школа экономики - 38 757 чел.
5. Казанский (Приволжский) федеральный университет - 38 653 чел. 
6. Российский университет дружбы народов имени Патриса Лумумбы - 31 759 чел. 
7.  Российский университет транспорта - 29 643 чел. 
8. Санкт-Петербургский политехнический университет Петра Великого - 29 128 чел. 
9. Донской государственный технический университет - 28 916 чел. 
10. Российская академия народного хозяйства и государственной службы при президенте РФ - 28 516 чел. 

## Обучение иностранных студентов в России
Иностранные граждане, лица не имеющие гражданства, а также соотечественники, проживающие за границей и желающие обучаться в Российской Федерации на бюджетной основе, для участия в отборочных испытаниях подают заявку в представительство Россотрудничества или, при отсутствии такового, в дипломатическое представительство России в конкретной стране.
В 2022 году в России поступили в ВУЗы порядка 21 000 иностранных студентов. В 2019 году в России училось 298 тысяч иностранных студентов, в 2020 году ― 315 тысяч, в 2021 году ― 324 тысячи. По данным Министерства науки и высшего образования РФ, тройкой лидеров по приему и обучению иностранных студентов являются Российский университет дружбы народов (РУДН), Казанский федеральный университет (КФУ), Московский финансово-промышленный университет «Синергия», далее следуют Санкт-Петербургский политехнический университет Петра Великого (СПбПУ) и Московский государственный университет им. М.В. Ломоносова (МГУ).
Ежегодно Правительство РФ утверждает квоты на прием иностранных студентов в российские университеты. В 2021 году была установлена квота в 18 тысяч мест, в 2022 году квота выросла на 5 тысяч мест. По данным Минобрнауки РФ, в России обучаются 61 тысяча студентов из Казахстана, 48,7 тысяч человек из Узбекистана, 32,6 тысячи студентов из Китая, далее следуют студенты из  Туркменистана (30,6 тысяч), Таджикистана (23,1 тысячи), Индии (16,7 тысяч), Египта (12,4 тысяч), Белоруссии (10,2 тысяч). Есть студенты и из США, и европейских стран, но в небольшом количестве. В 2022 году 2346 граждан ЛНР, ДНР и Украины поступили на первый курс обучения в пределах квоты для иностранных граждан. Всего в России учатся студенты из 174 стран мира.
По итогам 2022 года по числу зарубежных студентов (351,1 тыс.) РФ вышла на шестое место в мире. В 2023–2024 году в вузах РФ обучалось более 355,7 тыс. иностранных граждан, — за пять лет их количество выросло на 16%. На образовательные программы высшего образованиям в РФ поступило более 133 тыс. иностранных граждан, из них по квоте правительства РФ  — 29 728 зарубежных абитуриентов. К 2030 году, согласно указу Владимира Путина «О национальных целях развития РФ», число иностранных студентов, обучающихся в России должно достигнуть 500 000 человек.

## Филиалы российских ВУЗов за рубежом
На базе зарубежных филиалов ежегодно в российских высших учебных заведениях обучаются порядка 40 тысяч иностранцев, порядка 95% из них обучаются в филиалах на территории стран СНГ, по 2% – в странах Европы и Китае. МГУ им. М.В. Ломоносова обучает студентов на базе своих филиалов в странах СНГ, Китае и Швейцарии, СПбГУ имеет филиалы в Германии, Греции, Иране, Испании, Италии, Китае и Корее. Первым российским вузом, открывшем филиал в Дубае, стал Университет «Синергия» – Synergy University Dubai был открыт в 2013 году.

## Оценка высшего образования в России
В рейтинг лучших в мире вузов QS World University Rankings 2014/2015 входит 21 российский вуз. Самые высокие позиции у МГУ им. Ломоносова (114-е место), Санкт-Петербургского государственного университета (233-е место) и МГТУ им. Н. Э. Баумана (322-е место). В международном рейтинге университетов Times Higher Education World Reputation Rankings (2015) МГУ занял 25-е место, а СПбГУ — 71-80-е места.
В академический рейтинг мировых университетов (ARWU, Шанхайский рейтинг), оценивающий степень качества мировых университетов исключительно в научно-исследовательской сфере деятельности и рассчитанный на академическое и экспертное сообщество, а также на абитуриентов и их родителей, в 2011 году попали два российских вуза — МГУ, занявший 77-е место, и СПбГУ, находящийся в рейтинге на позиции 301—400.
Кроме того, российские вузы входят в 200 лучших университетов мира по подготовке в следующих областях (согласно рейтингу QS 2022):
- Физика и астрономия (МГУ, Физтех, МИФИ, НГУ, ИТМО, СПбГУ)[113];
- Математика (МГУ, ВШЭ, СПбГУ, Физтех, НГУ)[114];
- Информатика (МГУ, ИТМО, Физтех, МГТУ им. Баумана, ВШЭ, СПбГУ)[115];
- Химия (МГУ, РУДН, СПбГУ)[116];
- Нефтепромысловое дело (ТПУ, МГУ, КФУ, Физтех, НГУ, РУДН, СПбГУ, СПГУ, МИСиС, УрФУ, РГУ нефти и газа им. Губкина, СФУ)[117];
- Биология (МГУ)[118];
- География (ВШЭ, МГУ)[119];
- Экономика (ВШЭ, МГУ, РЭУ им. Плеханова)[120];
- Статистика (ВШЭ, МГУ, СПбГУ)[121];
- Социология (ВШЭ, МГУ)[122];
- История (ВШЭ, МГУ, СПбГУ, УрФУ, ЕУСПб, КФУ)[123];
- Философия (МГУ, УрФУ, ВШЭ, СПбГУ, БФУ им. Канта)[123];
- Лингвистика (МГУ, РУДН, ВШЭ, МГЛУ, СПбГУ, ТГУ, КФУ, МГИМО)[124].

Согласно рейтингу QS World University Rankings by Subject 2019, который составляет аналитическое агентство Quacquarelli Symonds, Санкт-Петербургский горный университет вошел в топ-20 вузов мира. МГУ вошел в топ-50 по пяти различным предметам, став самым упоминаемым в рейтинге российским университетом. Всего российские вузы упоминаются в рейтинге 25 раз.
В рейтинге QS EECA University Rankings 2020/21, который учитывает высшие учебные заведения 29 стран Центральной Азии и Восточной Европы, представлены 117 российских вузов, 112 государственных и 5 частных высших учебных заведений: Российский новый университет, Санкт-Петербургский университет технологий управления и экономики, Российская экономическая школа, Московский финансово-промышленный университет «Синергия», Воронежский институт высоких технологий.

## Проблемы и перспективы развития в России
В настоящее время можно выделить основные проблемы высшего образования в Российской Федерации:
- соотношение притязаний работодателей и уровень компетенции выпускников вузов;
- устаревшая материально-техническая база отдельных вузов;
- сложившийся стереотип населения об обязательности высшего образования, вследствие чего появилась избыточность на рынке образовательных услуг;
- недостаточное финансирование системы высшего образования;
- «массовость» высшего образования (Избыточное образование), которая привела к «усреднению» учебного процесса — ориентации на «среднего» студента;
- неравномерное распределение ВУЗов по регионам и вследствие этого высокая мобильность абитуриентов[127];
- распространенность недобросовестного поведения[128];
- низкая оптимизация и индивидуализация учебного плана по отношению к возможностям среднего добросовестного студента[129];
- старение преподавательского состава и низкий приток молодежи в академическую сферу[130];
- низкая эффективность аспирантуры (см. подробнее эффективность аспирантуры в России);
- особенно с начала российско-украинской войны: подавление академических свобод, насаждение государственной идеологии, назначение на руководящие должности по принципу личной преданности, отчисление студентов за участие в оппозиционных митингах[131][132].

Кроме того, на данный момент рынок труда переживает дефицит рабочих среднетехнических специальностей. Абитуриенты предпочитают обучение в вузах на коммерческой основе бюджетному среднепрофессиональному образованию в колледжах, техникумах.
Ранний выбор специальности и направления подготовки (по окончании школы) приводит к тому, что многие студенты к середине обучения понимают, что не будут работать по специальности, так как ошиблись в выборе направления. Из-за этого в оставшееся время обучения они несерьезно относятся к образовательному процессу, что усугубляет феномен избыточного образования. Наследие плановой системы образования — жесткий учебный план, отсутствие выбора курсов, обучение в стабильных группах и монодисциплинарность — приводит к отсутствию вариативности и возможному исключению студента из ВУЗа за несдачу одного конкретного курса.
Помимо этого проблемой остается то, что образование по большей части стало платным. Согласно исследованию портала Проект медиа, большинство студентов в России платят за себя сами, а государство перестало быть основным источником дохода для большинства вузов. В 2000-х число студентов-платников сравнялось с бюджетниками, а к началу 2010-х — превзошло. В 2012 году 65 % первокурсников (если учитывать частные и государственные вузы), платили за себя сами. Даже в государственных вузах количество платных мест было 60 %. После 2012-го соотношение стало немного выравниваться, но количество «платников» все ещё превышает «бюджетников».
Такая ситуация возникает из-за проблем с финансированием. Всем своим вузам государство финансирует бюджетные места, но этих денег хватает только на зарплаты педагогов и базовое содержание зданий. Дополнительное финансирование — целевые субсидии на ремонт, строительство, покупку оборудования — достается не всем. У 40 % вузов они в 2017 году были меньше 10 млн руб. или вовсе отсутствовали. Хуже всего — сельскохозяйственным вузам. Из 54 вузов Минсельхоза 40 % получили в 2017 году меньше 10 млн руб. Внебюджетный доход распределен по вузам крайне неравномерно. На 100 крупнейших по общему доходу вузов (это пятая часть всех госвузов) приходится 62 % доходов всего сектора и 64 % всех внебюджетных доходов. Из-за массовости академической стипендии в подавляющем большинстве случаев ее получают студенты, которые не нуждаются в дополнительной финансовой поддержке. Вкупе с низким финансированием образования размер стипендии представляется символическим — менее 10% от среднемесячной заработной платы в российской экономике — и не позволяет рассматривать стипендию как средство к существованию. Это приводит к тому, что иногородние студенты или обучающиеся из малообеспеченных семей совмещают учебу с работой, что снижает качество получаемых знаний.
Низкий приток молодых специалистов в академическую сферу привел к старению существующего преподавательского состава. На преподавателей лежит высокая нагрузка в виде аудиторных и практических занятий, а также излишняя бюрократическая нагрузка. Из-за этого у преподавателей не хватает времени на исследовательскую деятельность, на которую остается около 10% времени. Многие преподаватели занимаются исследованиями по остаточному принципу.